# Katia Terlizzi
Katia Terlizzi (Bari, 1968) è un'attrice teatrale e attrice televisiva italiana.

## Biografia
Si diploma all'Istituto d'Arte di Bari. Dopo studi di teatro fatti a Bari e all'accademia del Teatro Bellini di Napoli, e dopo stage di perfezionamento con maestri dell'Actor's Studio di New York tra i quali Lena Lessing e Kristine Linklater, inizia la sua carriera artistica negli anni 90 in Rai nelle trasmissioni Tutti a casa, Il grande gioco dell'oca, Scommettiamo che...?. Partecipa come guest nelle fiction televisive Incantesimo e Distretto di Polizia.
In teatro è protagonista di produzioni come La pulce nell'orecchio di Feydeau, Le troiane di Euripide, Sogno di una notte di mezza estate di Shakespeare, L'opera da tre soldi di Brecht, La commedia degli equivoci di Shakespeare, A che servono questi quattrini di Armando Curcio, Amleto di Shakespeare, Cafè chantant di Eduardo Scarpetta, I promessi sposi, musical di Tato Russo, Il ritratto di Dorian Gray, musical di Tato Russo, Troppi santi in paradiso di Tato Russo, Fantasticando di Gianni Rodari, So' muorto e m'hanno fatto turnà a nascere di Antonio Petito, Mille e una favole, Tre pecore viziose e Due dozzine di rose scarlatte di Aldo DeBenedetti entrambe per la regia Livio Galassi.
Nel 2001 vince il premio Migliore attrice Naples in the world per la sua interpretazione in Cafè Chantant.